# Časová pásma v Chile

Kontinentální Chile
provincie Velikonočního ostrova
region Magallanes a chilská Antarktida

Časová pásma v Chile pokrývají délkový rozsah 43°2', což odpovídá časovému rozdílu nejvýchodnějšího a nejzápadnějšího cípu území Chile 2,87 hodiny. Tento rozdíl je administrativně přiřazen třem časovým pásmům. Sezónní změna času je zavedena na většině území.

## Standardizovaný čas
Čas je v Chile regulován zákonem 16.771 z roku 1968 a zmocňuje ministerstvo vnitra upravovat podrobnosti vyhláškami. Zároveň přenáší odpovědnost za stanovení a šíření přesného času na Hydrografický institut námořnictva.
- Časové pásmo UTC−03:00 je standardním časem v kontinentálním Chile.[4]
- Časové pásmo UTC−05:00 je standardním časem v provincii Velikonoční ostrov (Provincia de Isla de Pascua).[4]

### Sezónní změna času
Sezónní změna času nastává v zimě.
- Kontinentální Chile posouvá čas o jednu hodinu dozadu na UTC−04:00 s výjimkou oblasti Magallanes a Chilská Antarktida (Región de Magallanes y de la Antártica Chilena), kde se čas neposouvá zůstává nastaven na UTC−03:00.[6] Tím vznikají v zimním období v Chile tři časová pásma.
- Provincie Velikonoční ostrov posouvá čas rovněž o jednu hodinu dozadu na UTC−06:00. Dvouhodinový rozdíl od kontinentálního času zůstává zachován.

Zimní čas začíná první dubnovou nedělí a končí první zářijovou neděli, přičemž tak nastává o půlnoci (0:00) na kontinentu. Na Velikonočním ostrově nastává změna ve stejný okamžik, tedy v sobotu ve 20:00 tamějšího času.

## Historie
První standardní čas v Chile byl zaveden 1. března 1894 ve Valparaisu a oproti greenwichskému času (GMT) byl posunut o -4 hodiny, 46 minut a 34 sekund, protože vycházel z místního slunečního času. Signál se dával v poledne zprvu spuštěním černé koule ze stožáru, později i současným výstřelem z děla, což bylo při tehdejší přesnosti hodin dostatečné. V roce 1903 byl zaveden další standardní čas v Coquimbu a měl hodnotu GMT-4:45:20,7. 
Na pásmový čas přešlo Chile 10. ledna 1910 a vyhláškou Nº 1/1910 publikovanou ve vládním bulletinu Nº 1 zavedlo jeho hodnotu jako GMT-5. V červenci 1919 byl standardní čas stanoven podle místního času observatoře v Santiagu jako GMT-4:42:46,3, což bylo v rozporu s obecnou mezinárodní praxí, že rozdíl mezi pásmy má být hodinový. Ke standardnímu pásmovému času se Chile vrátilo v roce 1927 a stanovilo standardní čas na GMT-4 a zároveň zavedlo sezónní změnu času v období od 1. dubna do 1. září, kdy platil  čas GMT-5. Tento čas se paradoxně nazýval letní (hora de verano), přestože platil v období, kdy je na jižní polokouli zima.
V roce 1946 byl kvůli hospodářským obtížím stanoven pro Santiago a střední část země čas GMT-3. Tato úprava byla hned následujícího roku zrušena a v celé zemi zaveden jednotný čas GMT-4. V roce 1968 byl přijat zákon 16.771, který zmocňuje upravovat podrobnosti vyhláškami ministerstva vnitra, a hned téhož roku byl znovu zaveden letní čas s posunem 60 minut (GMT-3). Až do roku 1973, kdy bylo stanoveno, že letní čas nastává o půlnoci druhé říjnové neděle, se začátky letního času každoročně měnily. V roce 1980 bylo stanoveno samostatné pásmo pro Velikonoční ostrov a ostrov Sala y Gómez se standardním časem GMT-6 a letním časem posunutým o 60 minut dopředu.
Letní čas platil až do roku 2014 a jeho sezónní platnost se mnohokrát měnila — kvůli suchu v letech 1990, 1997, 1999, 2008, 2011,
kvůli návštěvě papeže papeže Jana Pavla II v roce 1987, kvůli plebiscitu v roce 1988, kvůli nástupu nového prezidenta Patricia Aylwina v roce 1999, kvůli zemětřesení v roce 2010. 15. února 2013 byl letní čas prodloužen do poslední dubnové neděle a začal druhou zářijovou neděli, což byla téměř přesná data sezónní změny času v Severní Americe s tím, že konec nastával o týden dříve. Časté změny vyvolaly diskuse okolo efektivnosti sezónní změny a v roce 2015 byla platnost letního času prodloužena až do roku 2017, tedy UTC−03:00 v kontinentálním Chile a UTC−05:00 na Velikonočním ostrově.
Zrušením sezónní změny diskuse neutichly. Poukazovalo se na chyby způsobené starším elektronickými zařízeními, která nepoužívala správné časové pásmo, ovocnáři hlásili 15% ztrátu produktivity a mimo jiné byl zjištěn nárůst záškoláctví během zimních měsíců, Sezónní změna byla obnovena přechodem na zimní čas v roce 2016, tedy na UTC−04:00 v kontinentálním Chile a UTC−06:00 na Velikonočním ostrově. Zimní sezóna trvala zprvu tři měsíce (od druhé květnové neděle do druhé srpnové neděle), později se prodloužila od první dubnové neděle do první zářijové neděle.
Od roku 2017 má oblast Magalhaes a chilská Antarktida vlastní úpravu, kdy se sezónní změna neaplikuje a čas UTC−03:00 platí celoročně.